# Caiçara (Río Grande del Sur)
Caiçara es un municipio brasileño situado en el estado de Río Grande del Sur. Tiene una población estimada, en 2021, de 4659 habitantes.

## Geografía
Se localiza a una latitud 27º16'28" Sur y a una longitud 53º25'56" Oeste, a una altitud de 583 metros. 
Posee un área de 189,16 km².
Cuenta con las aguas del río Uruguay y hace límite fluvial con el estado de Santa Catarina.